# Traulicht

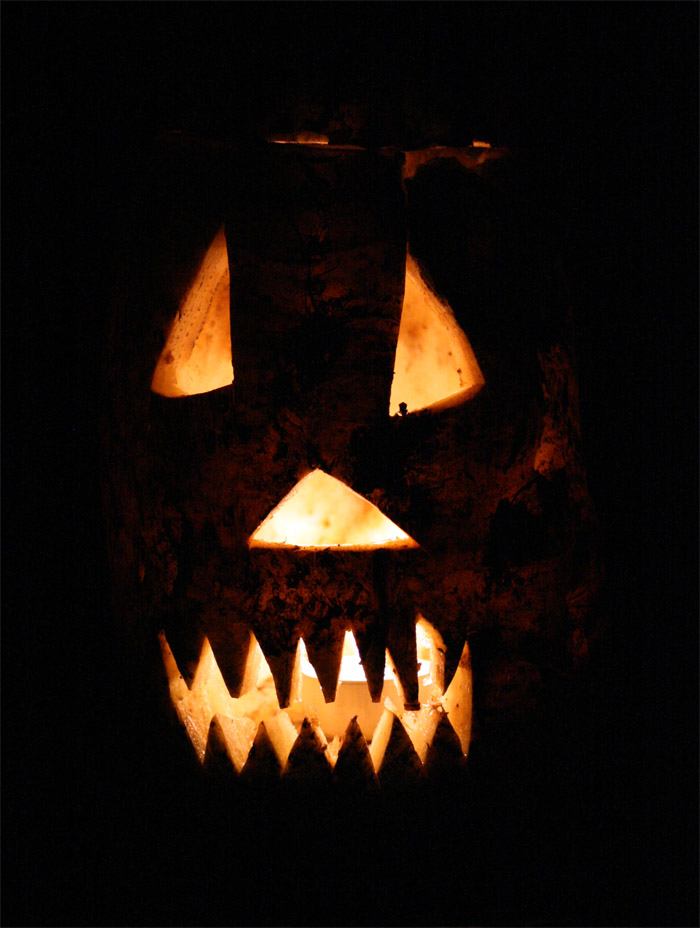
Traulicht in einer Rübe

Als Traulicht (luxemburgisch: „Trauliicht“ oder „Rauliicht“; moselfränkisch: „Trouliecht“, im Bereich der Südeifel/Mittelmosel „Trielicht“; Lothringisch (fränkisch): „Drauliht“ oder „Tröhlit“) werden im moselfränkischen Raum, auch bekannt in Mittelhessen (hier auch Dickwurzteufel genannt), aus Futterrüben (Rummel,   Dickwurz) geschnitzte Laternen bezeichnet.
Das Trouliechtern oder Traulichtbrennen ist ein Brauch, der bis Anfang des 20. Jahrhunderts in den Dörfern der südlichen Eifel und dem nördlichen Luxemburg (Ösling) stark verbreitet war. Hierbei wird anstatt eines Kürbisses eine Futterrübe ausgehöhlt und geschnitzt. In das Innere wird ein Teelicht oder eine Kerze gestellt.

## Wortherkunft
Vermutlich leitet sich Traulicht von Druglicht ab. Der Begriff aus der Sagenwelt bezeichnet Lichter, die über Mooren aufleuchten und Wanderer in die Irre führen. Das Wort Traulicht wird ebenfalls im Deutschen Wörterbuch der Brüder Grimm aufgeführt. Als Erklärung wird eine Ableitung vom altdeutschen Wort Truglicht angeführt, was wiederum für das Irrlicht steht.

## Ursprung des Brauchtums
Der Brauch ist um das Fest Allerheiligen und am Martinstag angesiedelt und hatte seinen Ursprung darin, die während der Sommermonate vom Weidevieh von den Wiesen mit in den Stall gebrachten bösen Geister zu vertreiben. Das Traulicht wird in den Gassen, der Türschwelle oder auf Fensterbänken aufgestellt.
In einigen Orten, wie dem luxemburgischen Munshausen, werden die geschnitzten Lichter am Wochenende in der Nacht im Fackelzug durch den Ort getragen und sollen die bösen Herbst- und Wintergeister vertreiben. Das Traulicht wird dazu auf einem Holzbengel aufgesteckt und während des Kuhabtriebs mitgenommen. Wenn die Kühe zwischen den Traulichtern durch die Stalltür gehen, bleiben sie dem Brauchtum zufolge frei von Krankheiten, außerdem würden die Geister, die sich während des Sommers im Stall befanden, vertrieben.
Ganz ausgestorben war der Brauch in der Südeifel und dem Ösling nie. Wegen der Umstellung des Anbaus auf Silomais wurden ab den 1970er Jahren Futterrüben immer seltener in der Region angebaut. Seit einigen Jahren beleben jedoch, vermutlich vor dem Hintergrund des immer beliebter werdenden Halloween, viele Gemeinden und der Eifelverein den Brauch wieder. Das Traulichtbrennen, das fast in Vergessenheit geriet, wird auch vermehrt wieder in luxemburgischen Dörfern begangen. Besonders beliebt sind die Traulichtwochen in Munshausen die im Freilichtmuseum Robbesscheier gefeiert werden.